# أندرسون سانتوس دا فيتوريا
أندرسون سانتوس دا فيتوريا (بالبرتغالية: Anderson Santos da Vitória‏) هو لاعب كرة قدم برازيلي في مركز ظهير ‏، ولد في 10 يونيو 1992 في ريو دي جانيرو في البرازيل. لعب مع بوتافوغو ريغاتاس وجمعية بورتوغيزا الرياضية وفيتيسه آرنهم ونادي تومبينس ونادي سامبايو كوريا ونادي فلامنغو.

## وصلات خارجية
- أندرسون سانتوس دا فيتوريا على موقع قاعدة بيانات كرة القدم.إي يو (الإنجليزية)
- أندرسون سانتوس دا فيتوريا على موقع Soccerway.com (الإنجليزية)